# Daymaro Salina
Daymaro Amador Salina, más conocido como Daymaro Salina, (Artemisa, 1 de septiembre de 1987) es un balonmanista cubano, naturalizado portugués, que juega de pívot en el FC Oporto de la Andebol 1. Es internacional con la selección de balonmano de Portugal.

## Palmarés

### Oporto
- Liga de Portugal de balonmano (8): 2012, 2013, 2014, 2015, 2019, 2021, 2022, 2023
- Copa de Portugal de balonmano (2): 2019, 2021

## Clubes
- FC Oporto (2011- )